# Josef z Ditrichštejna
Josef František kníže z Dietrichsteinu, počeštěně z Ditrichštejna (německy Joseph Franz Fürst von Dietrichstein-Proskau-Leslie; 28. března 1798 Petrohrad – 10. července 1858 Frýdlant) byl rakouský a český šlechtic, jako jediný z rodu Ditrichštejnů se sblížil s českým prostředím a patřil k osobnostem národního obrození. V roce 1854 zdědil po otci titul knížete spolu s rozsáhlým majetkem v Čechách a na Moravě. Po jeho smrti došlo k rozdělení ditrichštejnského dědictví mezi čtyři dcery.

## Životopis

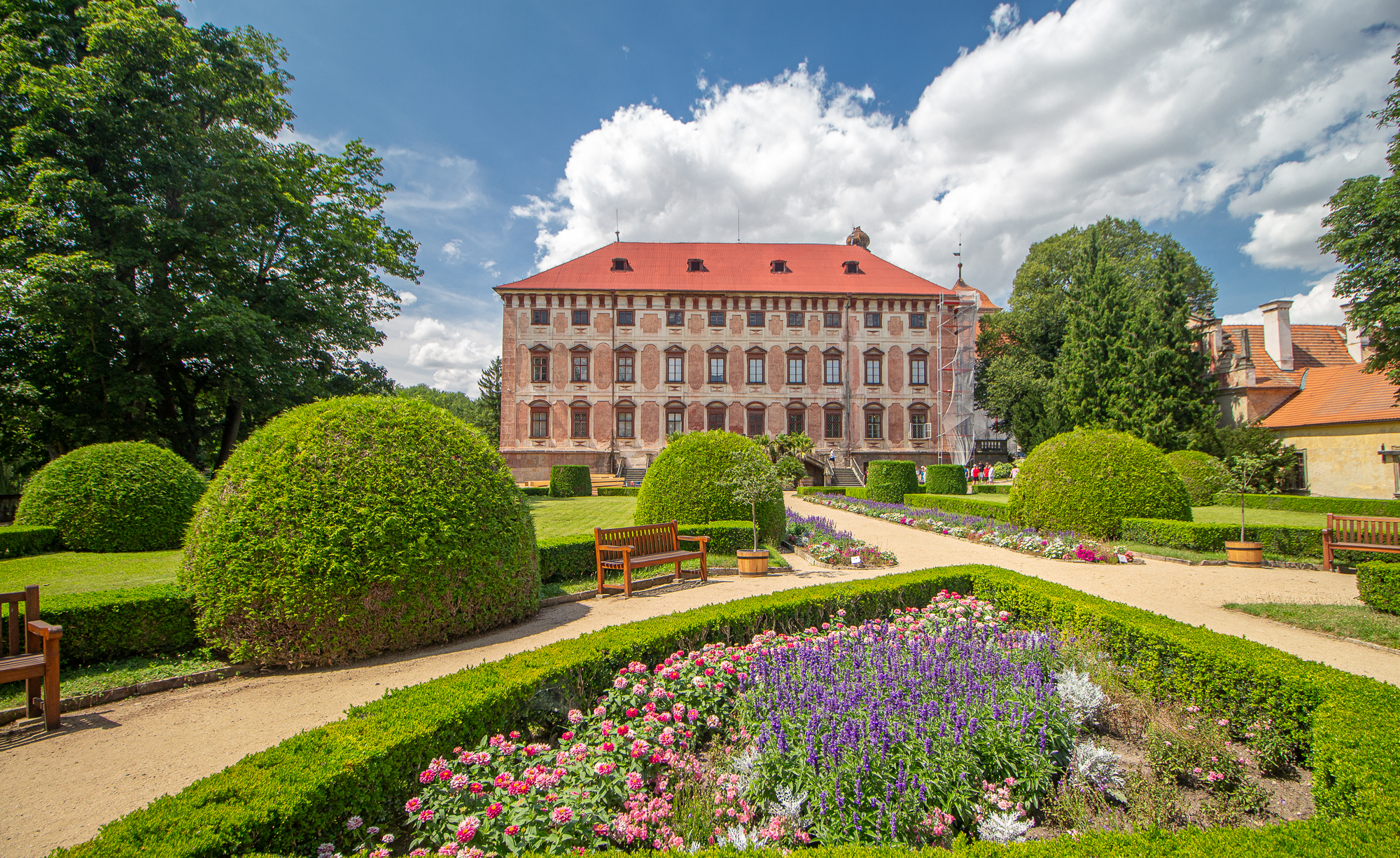
Zámek Libochovice

Pocházel z významného šlechtického rodu Ditrichštejnů, narodil se v Petrohradě jako jediný syn diplomata a generála Františka Josefa z Ditrichštejna (1767–1854), matka Alexandra Andrejevna (1775–1845) pocházela z ruského šlechtického rodu Šuvalovů. Manželství rodičů skončilo brzy rozlukou, matka přesídlila do Itálie, Josef František zůstal jako dědic rodu v péči otce.
Josef studoval v Praze a ve Vídni, pobýval také v Anglii, pod otcovým vlivem přejímal řadu moderních názorů. V roce 1821 se oženil s Gabrielou Vratislavovou z Mitrovic (1804–1880), c. k. palácovou dámou, dcerou českého nejvyššího maršálka Josefa Antonína Vratislava z Mitrovic (1764–1830). Díky manželství se sblížil s českou obrozeneckou společností, pobýval převážně v Praze, kde se také narodily všechny jeho dcery, rodina si oblíbila také zámek v Libochovicích, který byl z ditrichštejnských statků nejblíže k Praze. Patřil ke spoluzakladatelům Jednoty ku povzbuzení průmyslu v Čechách a v letech 1833–1840 byl jejím prezidentem. Dále byl členem Hospodářské společnosti a Společnosti Národního muzea. Byl též c. k. tajným radou a komořím.
Po otci zdědil v roce 1854 knížecí titul a rozsáhlý majetek na Moravě a v Čechách (Mikulov, Libochovice, Polná, Lipník nad Bečvou, Nové Město nad Metují, Hranice, Budyně nad Ohří, Dolní Kounice). V roce 1856 uzavřel dohodu se svým strýcem Mořicem (1775–1864), který se s podmínkou roční apanáže ve výši 40 000 zlatých vzdal majetkových nároků. Stejně tak se svých nároků vzdala Josefova manželka Gabriela s tím, že jí dcery budou vyplácet roční rentu 32 000 zlatých. Gabriela do rozdělování ditrichštejnského dědictví svolila zahrnout také svůj majetek ve Žďáře nad Sázavou, který zdědila po otci. Josef z  Ditrichštejna měl čtyři dcery, které si ještě před smrtí posledního ditrichštejnského knížete Mořice rozdělily majetek.
Josef František z Ditrichštejna zemřel náhle na mrtvici na zámku Frýdlant při návštěvě u své nejmladší dcery Klotyldy. Je pohřben v Ditrichštejnské hrobce v Mikulově, stejně tak i jeho manželka Gabriela.

### Potomstvo

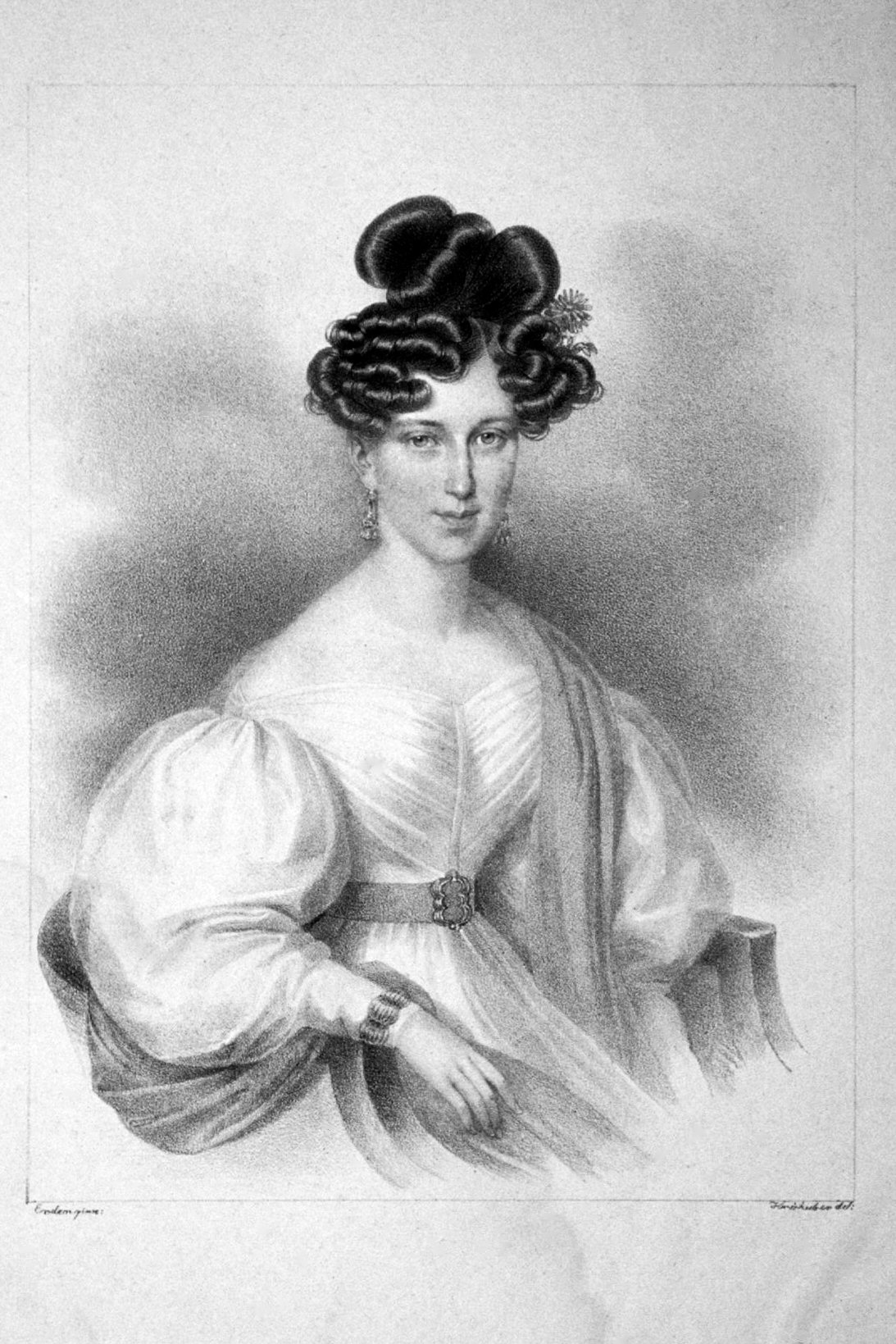
Josefova manželka Gabriela, rozená hraběnka Vratislavová z Mitrovic, dědička panství Žďár nad Sázavou

- 1. Terezie (1822–1895), manžel 1849 Jan Bedřich hrabě z Herbersteina (1810–1861), c. k. komoří, místodržitel v Salcburku, jejich syn Jan Josef (1854–1944) připojil ke svému jménu z titulatury Ditrichštejnů příjmení Pruskovských z Pruskova (Herberstein-Proskau, 1896)
- 2. Alexandrina (1824–1906), manžel 1857 Alexandr Mensdorff-Pouilly (1813–1871), rakouský ministr zahraničí a místodržitel v Čechách, 1869 kníže Dietrichstein-Nikolsburg, hrabě Mensdorff-Pouilly'
- 3. Gabriela (1825–1909), manžel 1852 Alfred kníže Hatzfeld (1825–1911), člen pruské panské sněmovny, rytíř Maltézského řádu
- 4. Klotylda (1828–1899), manžel 1850 Eduard hrabě Clam-Gallas (1805–1891), c. k. tajný rada, komoří, generál jízdy, zemský velitel v Čechách, dědičný člen panské sněmovny

## Rozdělení ditrichštejnského dědictví mezi dcery knížete Josefa Ditrichštejna
| Dědička                                                                                 | Velkostatky, nemovitosti | Hodnota podílu    | Čistá hodnota podílu po odečtení pasiv a dorovnání finanční hotovostí |
| --------------------------------------------------------------------------------------- | --- | ----------------- | --------------------------------------------------------------------- |
| Terezie, provdaná z Herbersteinu (1822–1895)                                            | Dolní Kounice, Grad (dnešní Slovinsko), Ristovec (dnešní Slovinsko) palác ve Vídni (Herrengasse 1) (jako nejstarší dcera převzala již v roce 1858 gundakarovský fideikomis (Libochovice, Budyně nad Ohří, Vlachovo Březí) | 1 772 209 zlatých | 1 846 020 zlatých                                                     |
| Alexandrina, provdaná z Mensdorff-Pouilly (Dietrichstein-Mensdorff-Pouilly) (1824–1906) | Mikulov palác ve Vídni (Minoritenplatz 3) | 1 760 091 zlatých | 1 846 020 zlatých                                                     |
| Gabriela, provdaná z Hatzfeldu (1825–1908)                                              | Lipník nad Bečvou, Hranice, Helfštýn vila ve Weidlingau | 1 720 190 zlatých | 1 846 020 zlatých                                                     |
| Klotylda, provdaná z Clam-Gallasu (1828–1899)                                           | Polná, Přibyslav, Vojnův Městec, Žďár nad Sázavou železárny Staré Ransko, palác ve Vídni (Währinger Strasse 30) | 1 688 864 zlatých | 1 846 020 zlatých                                                     |